# Schahbaz

Das Symbol Faravahar, die geflügelte menschliche Seele vor der Geburt und nach dem Tod

Standarte des Achämeniden Kyros II.

Schahbaz (oder Shahbaz, persisch شهباز Schahbāz, DMG Šahbāz) ist der Name eines mythischen Vogels aus persischen Fabeln. Die Bezeichnung setzt sich aus den Wörtern Schah (König) und Baz (Falke) zusammen und bedeutet folglich Königsfalke.
Das Fabeltier hat die Gestalt eines Falken oder Habichts, aber die Größe eines Adlers. Es soll im Zagros-, Elburs- und Kaukasus-Gebirge gelebt haben. Die iranische Mythologie weist dem Schahbaz, welcher den Geist göttlicher Glorie Xwarenah (Farr) nach Persien begleitet haben soll, eine helfende Rolle bei der Besiedlung des Irans zu. Als ein Vogel erscheint Xwarenah in der alten iranischen Literatur beispielsweise im Yasht 19 des heiligen Buches Avesta im Zusammenhang mit dem König Yima Xšaēta (Dschamschid).
Der Schahbaz wird manchmal mit dem zoroastrischen Geistwesen Farvahar gleichgesetzt, der bereits vor der Geburt eines Menschen existiert und auch nach dessen Tod weiterlebt.